# Lac des Nations
Lac des Nations är en sjö i Kanada.   Den ligger i regionen Estrie och provinsen Québec, i den sydöstra delen av landet, 300 km öster om huvudstaden Ottawa. Lac des Nations ligger 176 meter över havet. Arean är 0,27 kvadratkilometer.Den sträcker sig 0,6 kilometer i nord-sydlig riktning, och 1,4 kilometer i öst-västlig riktning.
Följande samhällen ligger vid Lac des Nations:
- Sherbrooke (129 447 invånare)

Runt Lac des Nations är det i huvudsak tätbebyggt. Runt Lac des Nations är det ganska tätbefolkat, med 248 invånare per kvadratkilometer.